# Teresa Neumann
Teresa (Therese) Neumann (Konnersreuth, 8 aprile 1898 – Konnersreuth, 18 settembre 1962) è stata una mistica e veggente tedesca cattolica.
La Chiesa cattolica le attribuisce alcuni fenomeni e proprietà sovrannaturali: stigmate, bilocazione, xenoglossia; profezia; l'essere guarita da paralisi e cecità in seguito a visioni mistiche; la conoscenza di lingue mai studiate (greco, latino, aramaico); la capacità di vivere senza alimentarsi: secondo quanto asserito da vari testimoni, per 36 anni si sarebbe nutrita ogni giorno esclusivamente con la Comunione sacramentale, senza assumere altri alimenti o bevande. Esami cui è stata sottoposta ne hanno confermato la sanità mentale, escludendo qualsiasi patologia a carico della personalità.
È stata dichiarata "Serva di Dio", ed è in corso il processo di beatificazione.

## Biografia

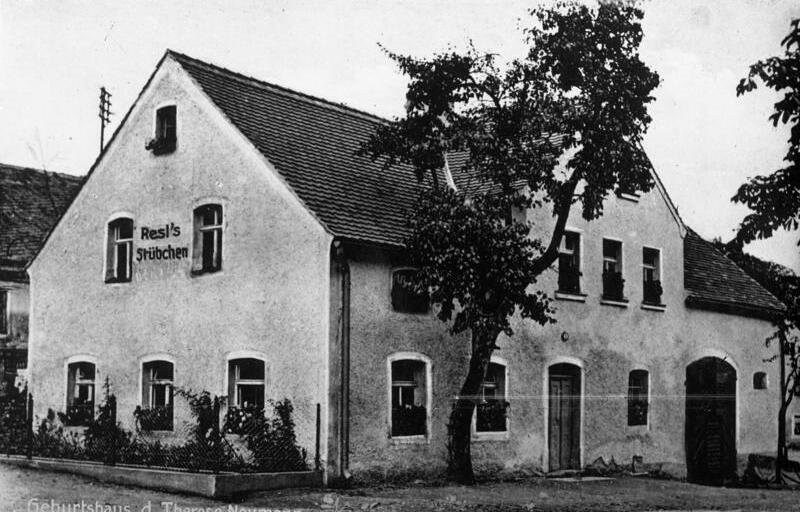
La casa natale di Teresa

Nacque l'8 aprile 1898 a Konnersreuth, piccolo centro della Baviera nord-orientale, primogenita degli undici figli di Ferdinand Neumann, sarto, e di  Anna Grillmeier, contadina.
Battezzata poco dopo la nascita, il 10 aprile, domenica di Pasqua, crebbe nel modesto ambiente familiare, educata ai valori cristiano-cattolici.
Dopo aver ricevuto la Cresima nel 1908 e la Prima Comunione nel 1909, avrebbe voluto diventare suora missionaria, ma l'inizio della Grande Guerra impedì il compimento di questa sua aspirazione.
Frequentò con profitto la scuola primaria, e nel 1912 iniziò a lavorare come domestica, limitando necessariamente lo studio alla scuola domenicale di catechismo.
Durante una licenza dal fronte, il padre, militare, le portò una foto di santa Teresa di Lisieux, all'epoca non ancora beata, e Teresa Neumann, allora sedicenne, cominciò a interessarsi della carmelitana francese, della quale in séguito sarebbe diventata devota.
Il 10 marzo 1918, nel partecipare allo spegnimento di un incendio nella fattoria vicina a quella in cui lavorava, a causa degli sforzi compiuti nel trasportare i secchi d'acqua, riportò il danneggiamento della seconda e terza vertebra lombare con compressione del midollo. Manifestò subito disturbi alle gambe, che peggiorarono fino a renderla paralizzata nel giro di un anno. Durante tale periodo aveva subìto anche una rovinosa caduta da una sedia, dove l'avevano messa a sedere mentre le veniva rifatto il letto: batté violentemente la testa, rimanendo in stato di incoscienza per diversi giorni. Al risveglio non vedeva più, avendo riportato una lesione del nervo ottico, come avrebbero accertato in seguito i medici.
Il 29 aprile 1923, giorno della beatificazione di Teresa di Lisieux, ritrovò improvvisamente la vista. Il 17 maggio 1925, giorno della canonizzazione della santa francese, si alzò dal letto e riprese a camminare.
Nella notte fra l'11 e il 12 marzo 1926, Teresa Neumann disse di aver avuto la prima di una serie di visioni della Passione e Morte di Gesù; in quell'occasione si sarebbe aperta, all'altezza del cuore, la prima delle ferite sanguinanti e, successivamente, sarebbero apparse tutte le stigmate di Cristo. Le visioni e le stigmate, che iniziavano il venerdì per terminare alla domenica, giorno della resurrezione del Signore, le durarono fino alla morte.
Per testimonianza delle persone che vivevano con lei, dal 1926 Teresa Neumann non ingerì più né cibo né bevande, limitandosi ad assumere soltanto la Comunione quotidiana.
Durante il Nazismo, al quale era ostile, le venne ritirata la tessera annonaria per gli alimenti, mentre le venne concessa una doppia razione di detersivo, a causa della quantità di biancheria insanguinata.
Paramahansa Yogananda le fece visita e scrisse del suo caso nel suo libro Autobiografia di uno Yogi, pubblicato nel 1946. Egli scrisse un intero capitolo denominato "Teresa Neumann, la stimmatizzata cattolica della Baviera", dove con reverenza diede una descrizione di prima mano di uno dei suoi venerdì di Passione.
Teresa, da tempo sofferente di angina pectoris, morì il 18 settembre 1962. Durante l'esposizione del corpo, prima dei funerali avvenuti il 22 settembre, i medici constatarono che, quattro giorni dopo la morte, non si erano verificati i tipici segni di rigidità cadaverica e decomposizione.

## Stigmate
Nel 1926, a un anno dalla sua guarigione da paralisi e cecità, la mistica tedesca avrebbe visto comparire, di Giovedì santo, sul suo corpo le stimmate, i segni della Passione di Gesù. Questi segni, che Teresa avrebbe ricevuto in uno stato di estasi, rimanevano visibili fino al venerdì sera. Alla domenica mattina tutto finiva. Questo fenomeno sarebbe durato per 36 anni, fino al giorno della morte.
Durante i fenomeni di estasi, avrebbe manifestato fenomeni di xenoglossia: secondo alcune testimonianze, sarebbe riuscita a parlare, tra le altre, in latino, in greco antico e in aramaico, "riportando non solamente parole o parti di frasi che si trovano nella Bibbia, ma facendo anche affermazioni a completamento".

## Studi
Il caso di Teresa Neumann è stato studiato da diversi ricercatori, tra cui G. Ewald, che ne parla in una relazione datata 28 e 29 luglio 1927. La Chiesa cattolica diede mandato alla diocesi di Ratisbona di istituire una commissione scientifica presieduta da uno psichiatra e da un medico per studiare il caso. Questi tennero la mistica sotto osservazione per quindici giorni, e rilasciarono un responso finale, dichiarando tra l'altro: "Nonostante il severo controllo non è stato possibile osservare nemmeno una volta che Teresa Neumann, che non fu sola nemmeno per un secondo, abbia assunto qualche cosa…". Altre commissioni, diverse da quella ecclesiastica, interamente formate da persone non credenti, giunsero alla medesima conclusione: Teresa Neumann si sarebbe nutrita di sola Eucaristia, rifiutando sempre d'istinto quando, per metterla alla prova, le offrivano un'ostia non consacrata.
Nel 1928 padre Agostino Gemelli si recò a Konnersreuth, in qualità di medico e di commissario di Papa Pio XI, per incontrare la mistica. Dopo averla visitata dichiarò: "Avendo visitato con la massima attenzione Teresa Neumann, dichiaro che non c'è assolutamente nessuna traccia di isterismo e, naturalmente, che le sue condizioni non sono scientificamente spiegabili".

## Culto
Migliaia di persone hanno sollecitato presso la Diocesi di Ratisbona l'inizio del processo di beatificazione. Sono numerosi sia le grazie a lei attribuite sia i miracoli che sarebbero stati ottenuti per sua intercessione.
In data 13 febbraio 2005 per volere di Giovanni Paolo II è stata dichiarata Serva di Dio e il vescovo di Ratisbona, Dr. Gerhard Ludwig Müller, ha comunicato a Konnersreuth l'apertura del processo di beatificazione.